# Anyphops sponsae
Anyphops sponsae là một loài nhện trong họ Selenopidae.
Loài này thuộc chi Anyphops. Anyphops sponsae được miêu tả năm 1933 bởi Lessert.